# Santa María de Valverde
Santa María de Valverde – gmina w Hiszpanii, w prowincji Zamora, w Kastylii i León, o powierzchni 9,75 km². W 2011 roku gmina liczyła 83 mieszkańców.